# Ayacode
Ayacode es una  ciudad censal situada en el distrito de Kanyakumari en el estado de Tamil Nadu (India). Su población es de 8874 habitantes (2011). Se encuentra a 47 km de Thiruvananthapuram y a 68 km de Tirunelveli. 

## Demografía
Según el censo de 2011 la población de Ayacode era de 8874 habitantes, de los cuales 4335 eran hombres y 4539 eran mujeres. Ayacode tiene una tasa media de alfabetización del 90,56%, superior a la media estatal del 80,09%: la alfabetización masculina es del 92,66%, y la alfabetización femenina del 88,76%.